# Тришкин, Илья Михайлович
Илья Михайлович Тришкин (род. 15 июля 1989 года, Энгельс, Саратовская область, РСФСР, СССР) — российский пловец, восьмикратный чемпион Сурдлимпийских игр, многократный победитель чемпионатов России и мира по плаванию среди спортсменов-инвалидов по слуху. Заслуженный мастер спорта России по спорту глухих.

## Биография
Родился 15 июля 1989 года в городе Энгельсе Саратовской области.
В 1999 году начал заниматься плаванием в детско-юношеской спортивной школе г. Энгельса под руководством Игоря Викторовича Аширова. С 2006 года — воспитанник ГБУ «Саратовский областной спортивный центр развития адаптивной физической культуры и спорта».
С 2007 года входит с состав Сурдлимпийской сборной команды России по плаванию.
В 2007 году выполнил норматив Мастера спорта России
В 2007 году на Чемпионате мира по плаванию среди инвалидов по слуху (г. Тайвань) завоевал 2 золотые и 1 серебряную медали.
В 2009 году присвоено спортивное звание «Мастер спорта международного класса».
В 2009 году на XXI летних Сурдлимпийских играх (г. Тайбэй (Тайвань)) завоевал 4 золотые и 3 серебряные награды, установил мировой рекорд на дистанции 100 м баттерфляй и 3 мировых рекорда в финальных эстафетных заплывах.
В 2009 году присвоено почетное звание «Заслуженный мастер спорта России».
По итогам выступлений в 2009 году на XXI летних Сурдлимпийских играх (г. Тайвань) Международный Сурдлимпийский Комитет включил Илью Тришкина в четвертку самых успешных спортсменов года, Национальный Сурдлимпийский Комитет России признал «Лучшим спортсменом 2009 года».
В 2010 году на Чемпионатах России Илья завоевал 8 наград (2 золотые, 5 серебряных и 1 бронзовую медали), в том числе в эстафете 4×100 м комбинированным плаванием установлен рекорд России. В этом же году на Чемпионате Европы по плаванию завоевал 3 золотые, 3 серебряные и 1 бронзовую медали.
В 2010 году присвоено звание «Почетный гражданин Энгельсского муниципального района».
В 2011 году на Чемпионате мира по плаванию (Португалия) в копилку сборной команды России Тришкин принес 5 золотых и 3 серебряных медали, установив личные мировые рекорды в комплексном плавании на дистанциях 200 и 100 м — баттерфляй. В составе команды установил мировые рекорды в эстафетах 4×100 м и 4×200 м вольным стилем.
В 2012 году — трёхкратный чемпион России, четырехкратный чемпион открытого Чемпионата Украины по плаванию среди глухих спортсменов.
В 2013 году — трёхкратный чемпион России.
На XXII летних Сурдлимпийских играх 2013 года (г. София, Болгария) Илья Тришкин принес в копилку сборной команды России 7 наград — 4 золотые, 1 серебряную и 2 бронзовые медали.
В 2014 году на чемпионате мира по плаванию (г. Ротчестер, США) завоевал две золотых медали в эстафетах и «золото» на дистанции 100 метров баттерфляем, в заплыве на дистанции 50 метров баттерфляем был третьим.

## Награды и звания
- Мастер спорта России (2007).
- Мастер спорта России международного класса (2009).
- Почетный гражданин Энгельсского муниципального района (2010).
- Заслуженный мастер спорта России (12 января 2010 года).[3]